# كايا كيوهارا
كايا كيوهارا (Kiyohara Kaya ، من مواليد 30 يناير 2002 في أوساكا) ممثلة وعارضة يابانية. ظهرت في بطولة مسلسل نتفليكس الدرامي الياباني غربة جسد بجانب مياو توميتا، دايكي شيغيوكا، توموهيرو كامياما.

## اعمالها

### أفلام أنمي
- اعصار نوردا - نوردا

## روابط خارجية
- كايا كيوهارا على موقع IMDb (الإنجليزية)
- كايا كيوهارا على موقع روتن توميتوز (الإنجليزية)
- كايا كيوهارا على موقع ألو سيني (الفرنسية)
- كايا كيوهارا على موقع ميوزك برينز (الإنجليزية)
- كايا كيوهارا على موقع أول موفي (الإنجليزية)
- كايا كيوهارا على موقع قاعدة بيانات الفيلم (الإنجليزية)
- كايا كيوهارا على موقع ANN person (الإنجليزية)

- Official agency profile
 (باليابانية)
- Kaya Kiyohara official على إنستغرام
- كايا كيوهارا في قاعدة بيانات الأفلام على الإنترنت